# 이퀄라이징

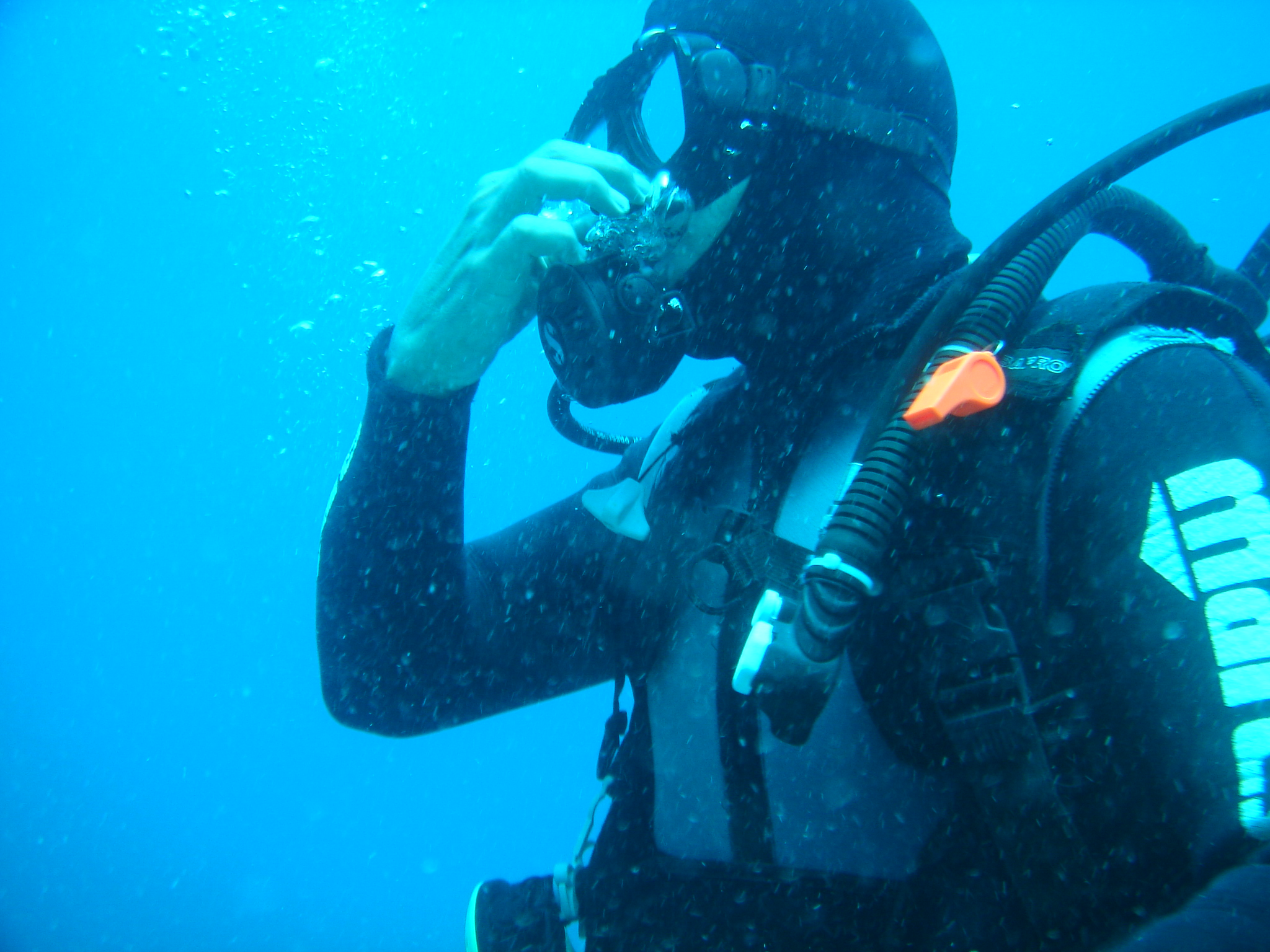
발살바 기법으로 이퀄라이징을 하는 스쿠버다이버.

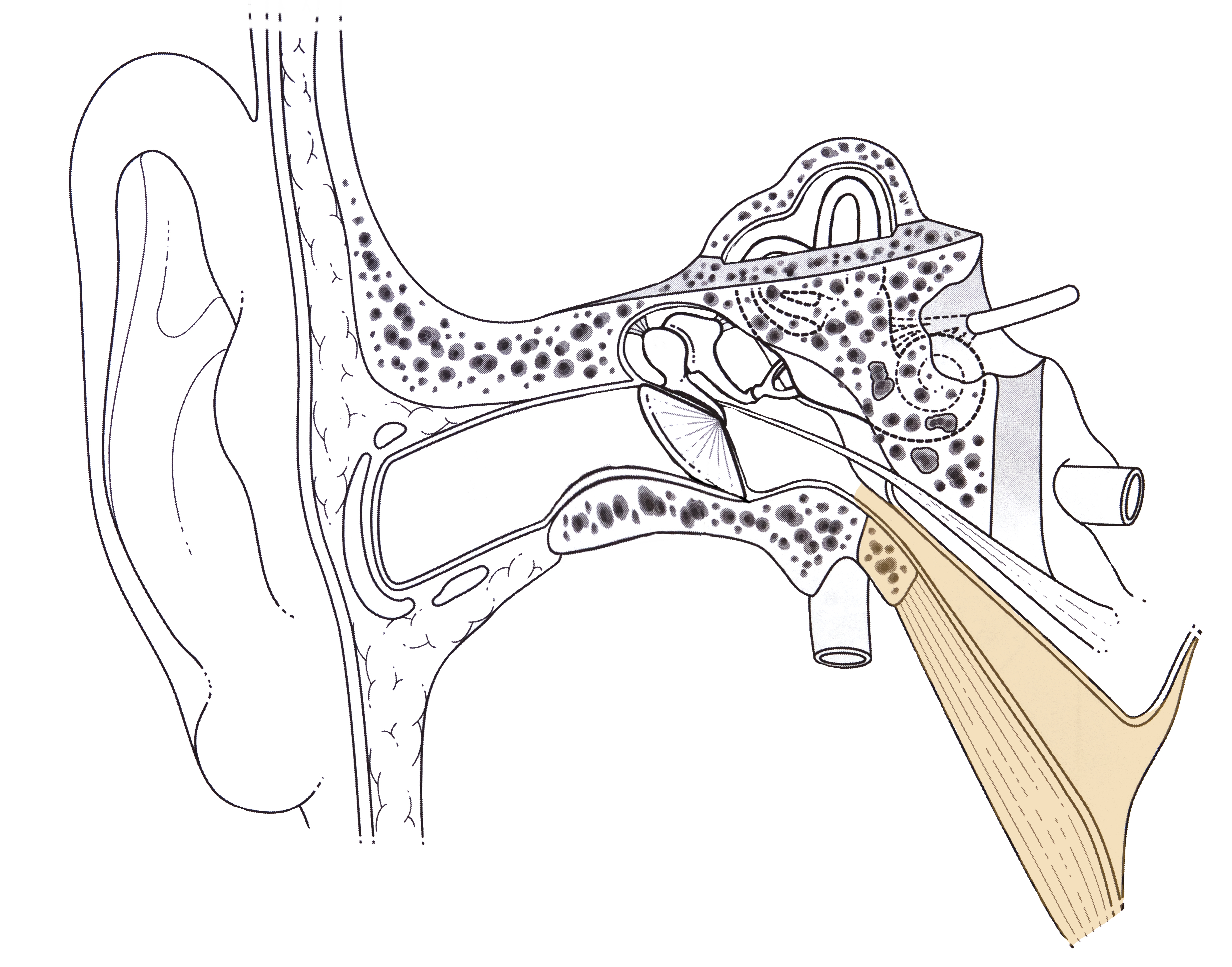
사람 귀의 관상단면. 유스타키오관이 색칠되어있다.

이퀄라이징(Ear clearing, clearing the ears, equalization) 혹은 압력평형(壓力平衡)은 가운데귀(중이)와 외부 압력을 동일하게 맞추기 위한 방법을 의미한다. 이는 유스타키오관을 통해 공기를 중이에 유입시켜 압력을 조절하는 방법으로, 중이의 압력이 외부 압력보다 낮은데 평형이 자동으로 이루어지지 않는 경우 필요하다. 이러한 상황은 스쿠버 다이빙, 프리다이빙, 스피어피싱, 스카이다이빙, 항공기의 급강하, '광산 엘리베이터'의 급하강, 가압된 케이슨이나 유사한 내부 가압 구조물에 들어갈 때 발생할 수 있으며, 고속 주행 중인 자동차에서도 발생할 수 있다.
일반적으로 주변 압력이 감소할 때 귀는 자동으로 압력을 조절하지만, 그렇지 않을 경우 압력 역전 현상이 발생할 수 있으며, 이로 인해 고막이나 내이에 손상이 생기지 않도록 이퀄라이징이 필요하다.
또한, 스쿼트와 같은 고강도 웨이트 트레이닝을 할 때도 귀 안쪽의 공기 압력이 급격히 상승하여 일시적인 전도성 난청이 발생할 수 있다. 이 경우에도 이퀄라이징을 통해 중이의 압력을 완화하거나 통증을 줄일 수 있다.

## 방법
이퀄라이징에는 다양한 방법이 있으며, 일부 방법은 고막 천공과 같은 압력 외상(barotrauma)의 위험이 있다.
1. 하품[2]
2. 삼키기: 삼키는 동작은 유스타키오관을 열어준다.[2]
3. 프렌젤 기법(Frenzel Maneuver): 혀 뒤쪽과 목 근육을 사용하여 콧구멍을 막고, 목구멍 뒤쪽을 닫은 후 무거운 물건을 드는 것처럼 힘을 준다. 이후 '크' 발음을 내며 혀 뒷부분을 위로 밀어 유스타키오관으로 공기를 밀어 넣는다.[2][5]
4. 폴리처통기법(Politzerization): 삼키는 동작 중에 코에 공기를 불어넣어 중이강을 팽창시키는 의료 기법.[6]
5. 토인비 기법(Toynbee Maneuver): 코를 막고 삼키는 방법. 삼키는 동안 유스타키오관이 열리고 혀의 움직임으로 공기가 중이강으로 전달된다.[2]
6. 발살바 기법(영어판): 코를 막고 입을 다문 상태에서 코로 숨을 내쉬는 방식. 손이 닿지 않을 때는 코 주변 근육을 이용해 코를 막을 수도 있다.[2][5][7][8][7]
7. 로우리 기법(Lowry Technique): 발살바와 토인비 기법을 결합한 방식으로, 코를 막고 동시에 숨을 내쉬고 삼키는 방법이다.[2]
8. 에드먼즈 기법(Edmonds Technique): 연구개와 목 근육을 긴장시키고 턱을 앞으로 내밀며 발살바 기법을 수행하는 것이다.[2]
9. BTV 기법(Béance Tubaire Volontaire, 자발적 유스타키오관 열기): 연구개와 목 근육을 긴장시키고 턱을 앞으로 내밀고 아래로 당기면서 하품을 시작하듯이 하는 기법이다.
10. 잔 다우 기법(Jan Dow Procedure): 자발적인 하품을 연습해 유스타키오관을 여는 방법이다. 하품 도중 유스타키오관이 열리며 '딸깍' 소리가 날 수 있다. 연습을 통해 입을 열지 않고도 유스타키오관을 열 수 있으며, 급격한 압력 변화 상황에서 유용하다.

특정 방법이 가장 안전하다거나 가장 성공적인 방법인 것은 아니다. 다양한 기술 중 개인에게 적합한 방법을 찾아가야 한다.

## 훈련
다이버들은 잠수하기 전에 귀를 이퀄라이징하는 방법에 대한 훈련을 받는다. 발살바 기법의 부작용 가능성 때문에 스쿠버다이버와 프리다이버는 유스타키오관을 보다 부드럽게 열 수 있도록 관련 근육을 운동시키는 훈련을 받기도 한다. 프랑스 수중 스포츠 협회(Fédération Française d'Études et de Sports Sous-Marins)가 파리 소재 스포츠 의학 기관(Médecine du sport, Bd St Marcel)에서 수행된 연구를 기반으로 혀와 연구개를 활용한 훈련법을 개발하기도 하였다.
훈련을 통해 일부 사람들은 비근을 수축시켜 손을 사용하지 않고도 콧구멍을 닫을 수 있다. 또한, 몇몇 사람들은 유스타키오관을 몇 초에서 몇 분 동안 자발적으로 열어둘 수 있는 능력을 개발하여 갖추기도 한다. 이들은 처음엔는 하품이나 삼키기 등의 방법을 통해 능력을 개발하여, 연습을 통해 압력 변화가 없는 상황에서도 의도적으로 관을 열어둘 수 있다. 유스타키오관이 의도적으로 열려 있는 경우 자신의 목소리가 평소보다 더 크게 들리기도 한다.